# Село Здравчићи, борци пали у ратовима од 1912. до 1918. године
Списак бораца из села Здравчићи, Општина Пожега, погинулих и умрлих у Балканским и Првом светском рату преузет је из књиге „Пожега и околина”, објављене 1978. године.
Подаци за подручје Пожеге прикупљани су у периоду 1976–1977. године преко матичних књига умрлих, спомен-плоча, крајпуташа, као и разговора са преживелим борцима и појединим грађанима који су по сећању могли да дају податке, уз напомену да спискови могуће да нису потпуни, због временске дистанце и недостатка поузданих извора.

## Списак
1. Влајковић М. Ђорђе
2. Гачић С. Будимир
3. Гачић М. Јовиша
4. Гачић М. Драгиша
5. Јовановић Трајко
6. Јовановић Ж. Љубомир
7. Јоксовић В. Миленко
8. Жунић Љ. Милован
9. Кречковић Ј. Милан
10. Кречковић Ј. Миладин
11. Кречковић В. Светозар
12. Кречковић М. Милан
13. Кречковић М. Милосав
14. Матијевић М. Тодор
15. Матијевић В. Петар
16. Матијевић П. Бранислав
17. Матијевић В. Светозар
18. Матијевић Т. Чедомир
19. Миросавић А. Тихомир
20. Мићић Н. Матије
21. Мићић М. Петар
22. Мићић Ј. Данило
23. Петровић В. Јанко
24. Петровић А. Велимир
25. Петровић А. Љубомир
26. Петровић А. Тихомир
27. Петровић А. Богољуб
28. Петровић В. Милан
29. Порубовић С. Витомир
30. Порубовић М. Велимир
31. Радојевић Михаило
32. Симановић А. Остоја
33. Словић Н. Милош
34. Совровић М. Велимир
35. Спасојевић С. Милоје
36. Стјепић Љубивоје
37. Танасијевић Ј. Станимир
38. Терзић С. Драгомир
39. Терзић Милан
40. Тодоровић Ј. Јелесије
41. Тодоровић Ј. Бранко
42. Томић С. Данило
43. Томић Г. Радисав
44. Томић С. Милош
45. Џиновић М. Петар
46. Џиновић П. Михаило
47. Џиновић О. Вељко
48. Шојић Василије
49. Шојић Тодор
50. Шојић А. Богосав[1]